# کوه کاپیتول
کوه کاپیتول (به انگلیسی: Capitol Mountain) یک کوه در ایالات متحده آمریکا است که در Flathead County, Montana, United States واقع شده‌است. کوه کاپیتول ۲٬۳۹۸٫۲ متر بالاتر از سطح دریا واقع شده‌است.